# 乌涅-杜沃
乌涅-杜沃（法語：Ougney-Douvot，法語發音：[uɲɛ duvo]）是法国杜省的一个市镇，属于贝桑松区。该市镇于1819年由原市镇乌涅莱尚（Ougney-les-Champs）和杜沃（Douvot）合并而成。

## 地理
乌涅-杜沃（47°18'41"N, 6°15'29"E）面积6.56 平方千米，位于法国勃艮第-弗朗什-孔泰大區杜省，该省份为法国东部内陆省份，北起上索恩省，西接汝拉省，东部及东南部与瑞士接壤，东北部与贝尔福地区省接壤。
与乌涅-杜沃接壤的市镇（或旧市镇、城区）包括：布勒孔绍、布勒蒂涅圣母村、尚利沃、达马尔坦-莱唐普利耶、埃南、富尔巴讷、莱塞、鲁朗、塞尚。

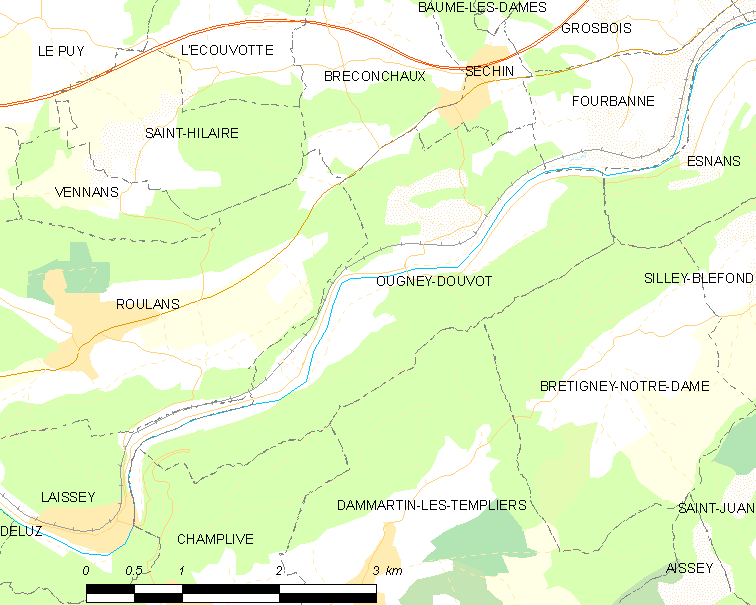
乌涅-杜沃的OSM定位图

乌涅-杜沃的时区为UTC+01:00、UTC+02:00（夏令时）。

## 行政
乌涅-杜沃的邮政编码为25640，INSEE市镇编码为25439。

## 政治
乌涅-杜沃所属的省级选区为博姆莱达姆县。

## 人口

1962-2008年间乌涅-杜沃人口变化图示

乌涅-杜沃于2022年1月1日时的人口数量为253人。